# Parlamentswahl in Ghana 2008

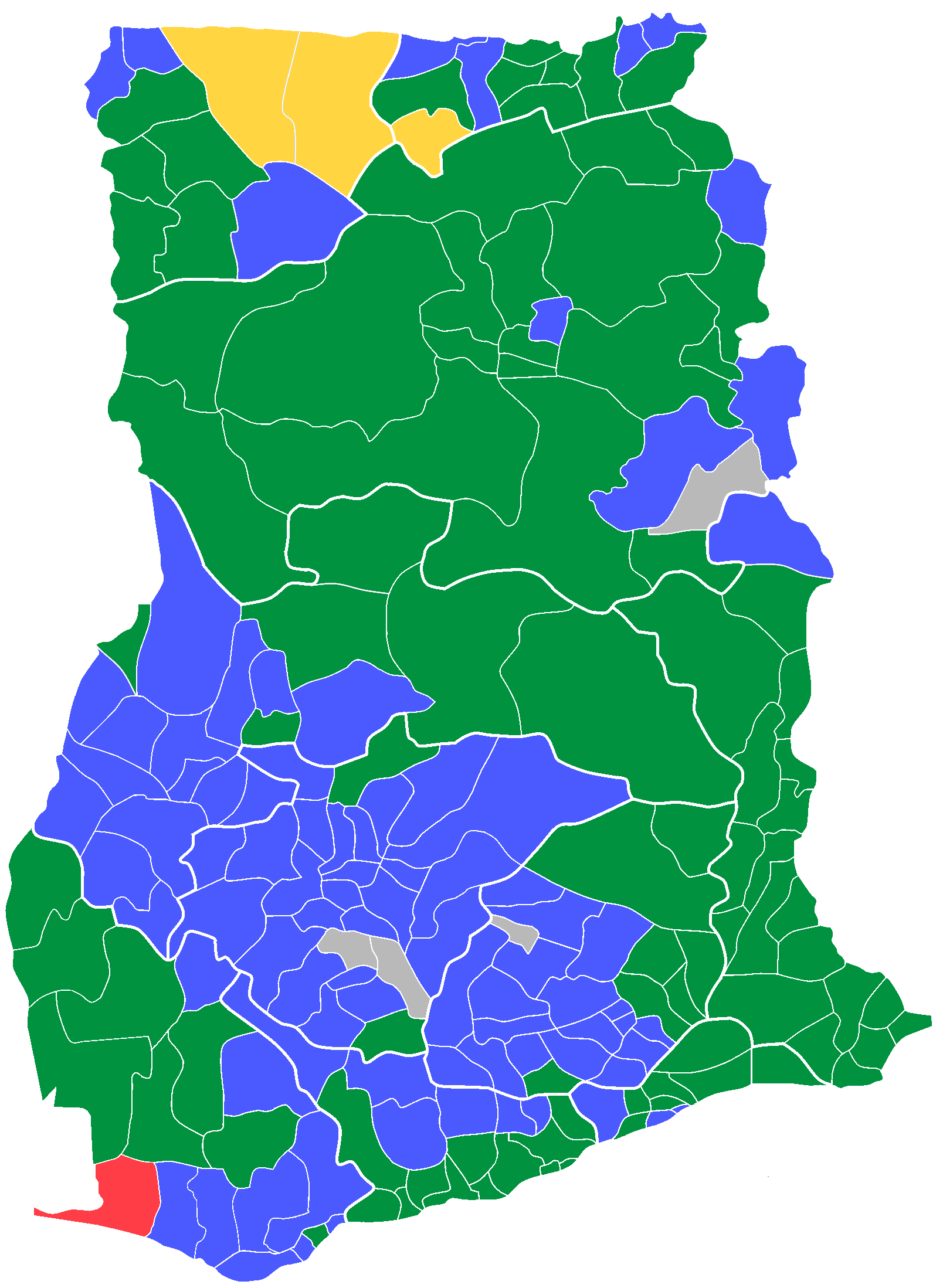
Ergebnisse der Parlamentswahlen in Ghana 2008 nach Wahlbezirken:
Sieger NDC;
Sieger
NPP;
Sieger PNC
Sieger CPP
Sieger Unabhängige

Die Parlamentswahlen in Ghana 2008 im westafrikanischen Staat Ghana fanden am 7. Dezember 2008 zeitgleich mit den Präsidentschaftswahlen statt. Im Ergebnis muss sich die bisher regierende New Patriotic Party  mit dem zweiten Platz hinter der bisherigen Oppositionspartei National Democratic Congress begnügen.

## Ergebnisse
| Wahlbeteiligung                                                                       | Wahlbeteiligung | Wahlbeteiligung                 |
|                                                                                       | Stimmen         | %                               |
| ------------------------------------------------------------------------------------- | --------------- | ------------------------------- |
| Wahlberechtigte                                                                       | 12,472,758      | 100,0 %                         |
| Abgegebene Stimmen                                                                    | 8,671,272       | 69,52 % der Wahlberechtigten    |
| Gültige Stimmen                                                                       | 8,465,834       | 97,60 % der abgegebenen Stimmen |
| Ungültige Stimmen                                                                     | 205,438         | 2,40 % der abgegebenen Stimmen  |
| Quelle: Electoral Commission of Ghana (Memento vom 21. Juli 2011 im Internet Archive) |                 |                                 |

| Ergebnisse nach Regionen              | Ergebnisse nach Regionen | Ergebnisse nach Regionen | Ergebnisse nach Regionen | Ergebnisse nach Regionen | Ergebnisse nach Regionen | Ergebnisse nach Regionen | Ergebnisse nach Regionen | Ergebnisse nach Regionen | Ergebnisse nach Regionen | Ergebnisse nach Regionen | Ergebnisse nach Regionen |
| Partei                                | Ashanti                  | Brong Ahafo*             | Central                  | Eastern*                 | Greater Accra            | Northern                 | Upper East               | Upper West               | Volta                    | Western                  | Sitze insgesamt          |
| ------------------------------------- | ------------------------ | ------------------------ | ------------------------ | ------------------------ | ------------------------ | ------------------------ | ------------------------ | ------------------------ | ------------------------ | ------------------------ | ------------------------ |
| National Democratic Congress          | 3                        | 8                        | 11                       | 7                        | 18                       | 21                       | 8                        | 6                        | 21                       | 11                       | 114                      |
| New Patriotic Party                   | 34                       | 15                       | 8                        | 19                       | 9                        | 4                        | 4                        | 3                        | 1                        | 10                       | 107                      |
| Unabhängiger Kandidat                 | 2                        | 0                        | 0                        | 1                        | 0                        | 1                        | 0                        | 0                        | 0                        | 0                        | 4                        |
| People’s National Convention          | 0                        | 0                        | 0                        | 0                        | 0                        | 0                        | 1                        | 1                        | 0                        | 0                        | 2                        |
| Convention People’s Party             | 0                        | 0                        | 0                        | 0                        | 0                        | 0                        | 0                        | 0                        | 0                        | 1                        | 1                        |
| Sitzzahl der Region                   | 39                       | 23*                      | 19                       | 27*                      | 27                       | 26                       | 13                       | 10                       | 22                       | 22                       | 228                      |
| Quelle: Electoral Commission of Ghana |                          |                          |                          |                          |                          |                          |                          |                          |                          |                          |                          |

* In zwei Wahlkreisen wurden die Ergebnisse aufgrund von möglichen Unregelmäßigkeiten nicht berücksichtigt.